# Östliche Fuchsnatter

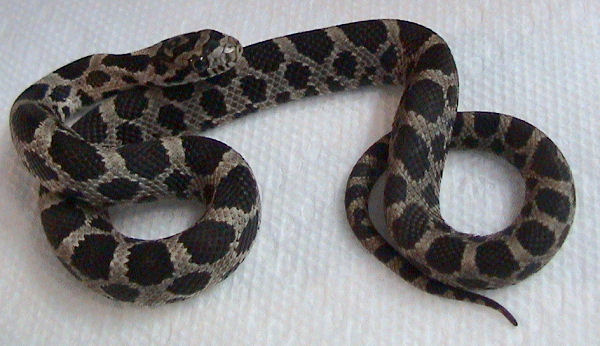
Junge Östliche Fuchsnatter (Pantherophis vulpinus)

Die Östliche Fuchsnatter (Pantherophis vulpinus)  ist eine Schlangenart aus der Familie der Nattern (Colubridae). Sie ist in Zentral-Nordamerika, an der Grenze zwischen den Vereinigten Staaten und Kanada und um den Mississippi beheimatet. Da die Schlange bei Gefahr einen fuchsähnlichen Geruch absondert, wird sie Fuchsnatter genannt.

## Morphologie
Die Östliche Fuchsnatter erreicht eine durchschnittliche Länge von 120 bis 180 Zentimetern. Dorsal ziehen sich charakteristische braune bis schwarzbraune Flecken auf einer gräulich bis hellbraunen Grundfärbung über den gesamten Körper. Lateral wird die Haut der Fuchsnatter von kleineren Flecken geziert. Diese dunklen Bereiche verblassen in Richtung der gelblich gefärbten Bauchseite langsam, welche nur mehr eine leichte dunkle Fleckung aufweist. Jungtiere haben ein ähnliches Muster, aber eine hellere, meist graue Grundfarbe. Die Schuppen sind leicht gekielt und die Anal-Schuppe ist gespalten. Der schlank gebaute Kopf setzt sich nur wenig vom Hals ab und seine Färbung variiert zwischen bräunlichen und rotbraunen Tönen. Er besitzt keine besonderen Merkmale, bis auf die dunkle Linie, die sich vom Auge bis zum Kieferwinkel zieht. Besonders markant ist diese bei jungen Fuchsnattern. Die relativ großen Augen weisen rundliche Pupillen auf. Männliche Fuchsnattern lassen sich von den Weibchen ihrer Art durch proportional einen längeren Schwanz unterscheiden, welcher an der Basis verbreitert sind.

## Lebensraum

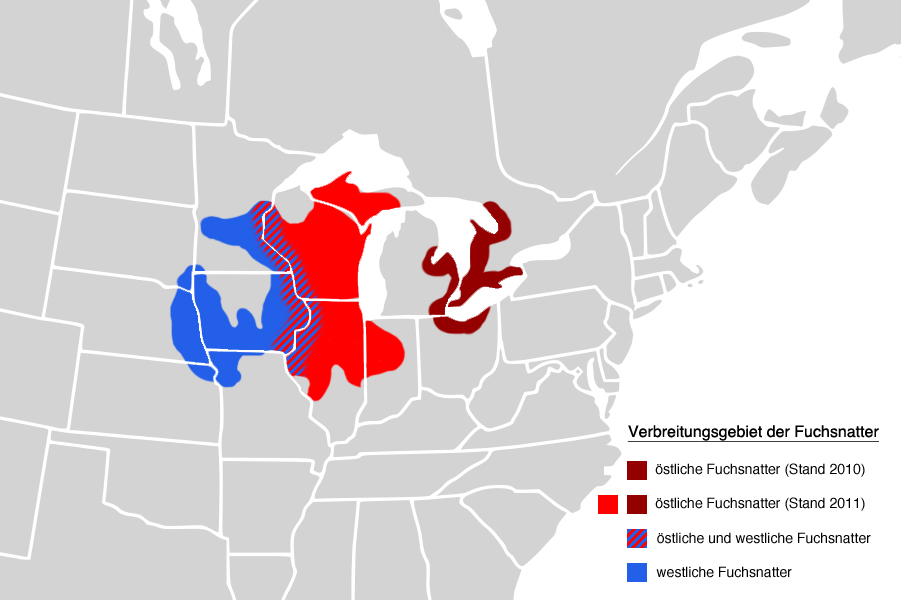
Verbreitungsgebiete der Östlichen und Westlichen Fuchsnatter vor (2010) und nach Genanalysen (2011)

Bis vor einigen Jahren ging man davon aus, dass die Verbreitung der Östlichen Fuchsnatter auf ein kleines Gebiet im Süden Ontarios, mit etwa 70 % der gesamten Individuenzahl und den restlichen im Südosten Michigans und dem äußersten Nordwesten Ohios beschränkt ist. Seit einer Untersuchung und ausführlichen Genanalysen wurde festgestellt, dass die Schlangenart auch weiter westlich in Wisconsin und Illinois beheimatet ist und zuvor fälschlicherweise zu den Westlichen Fuchsnattern gezählt wurde. In der Region um den Mississippi überschneiden sich die Verbreitungsgebiete der beiden Arten.
Für das Überleben benötigt die Östliche Fuchsnatter eine passende Umgebung zur Futtersuche, Eiablage, Wärmeregulation und für die Überwinterung. Essentiell sind ebenfalls Biotopverbundstrukturen, um sich frei zwischen den Gebieten, die diese Voraussetzungen erfüllen, zu bewegen. Typischerweise wird der Lebensraum der östlichen Fuchsnatter mit alten Feldern, Savannen, Küsten, Sumpfgebiete und Stranddünen assoziiert. Sie tolerieren jedoch durchaus auch Wälder und vom Menschen geschaffene Umgebungen, wie Kanäle, alte Gebäude, Farmen und Mülldeponien. In den letzten Jahren hat sich die Anzahl der natürlichen Plätze, die die Schlangen für die Überwinterung brauchen, stark reduziert. Dadurch sind die Tiere gezwungen, in besiedelte Gebiete vorzudringen und Verstecke in und um menschliche Behausungen zu suchen. Sie sind gute Schwimmer und können – etwa auf dem Weg zu den Inseln vor der Küste – Distanzen von bis zu zehn Kilometern im offenen Wasser zurücklegen.

## Ernährung
In ihren ersten Lebenstagen ernähren sich Fuchsnattern vom Dottersack. Danach gehen sie aktiv auf Beutejagd, wobei sie sich am Geruch der Beute orientieren. Da die Östliche Fuchsnatter nicht giftig ist, tötet sie ihre Beute durch Erdrosseln. Die Nahrung wird mit dem Kopf voran im Ganzen verschlungen. Auf dem Speiseplan stehen Kleinsäuger wie Mäuse, Ratten, Nagetiere, Vögel sowie deren Eier, dazu werden noch Amphibien und kleinere Echsen gefressen. Da Nattern wechselwarme Tiere sind, ist ihr Stoffwechsel  wesentlich langsamer als bei Warmblütern. Die Beute wird innerhalb weniger Tage komplett verdaut; aber bis die restlichen Stoffe in Energie umgewandelt werden, kann es Wochen dauern.

## Fortpflanzung
Die Geschlechtsreife erreichen Östliche Fuchsnattern nach 18 bis 24 Monaten. Die Paarungszeit beginnt nach der Winterruhe im April. Die Weibchen legen nach ca. 40 bis 60 Tagen lederartige Eier in Mulden mit feuchtem Boden, in Baumstümpfen, hohlen Baumstämmen oder im Kompost ab. Neben den natürlichen Eiablageplätzen nutzen die Fuchsnattern auch von Menschen geschaffene Brutplätze, wie Hackschnitzel oder Komposthaufen. Die Weibchen legen pro Gelege ca. 7 bis 29 Eier und verschließen die Mulde nach der Eiablage sorgsam. Es kann auch eine zweite Eiablage vorkommen, wenn die Temperatur und Umweltbedingungen passen. Die Jungen schlüpfen je nach Bruttemperatur(im Durchschnitt bei 27 °C) nach 60 bis 80 Tagen. Beim Schlüpfen sind die jungen Fuchsnattern 25 bis 30 Zentimeter lang. Das Schlüpfen kann bis zu drei Tage dauern;, während dieser Zeit dient das aufgebrochene Ei als Schutz und Feuchtigkeitsspender. Der Dottersack dient in den ersten Tagen als Nahrung. Der Nabel ist beim Verlassen der Eischale bereits komplett geschlossen.
In Gefangenschaft kann die Östliche Fuchsnatter über zwanzig Jahre alt werden. Die Lebenserwartung von freilebenden Nattern liegt deutlich darunter.

## Systematik
Die Östliche Fuchsnatter wurde 1991 durch Joseph T. Collins als eigenständige Art (Elaphe gloydi), abgrenzend zur Westlichen Fuchsnatter (damals Elaphe vulpina), beschrieben. Er berief sich dabei auf die 1940 festgestellten geographischen und morphologischen Unterschiede zwischen der Östlichen Fuchsnatter und der Westlichen Fuchsnatter. Der Artenstatus wurde jedoch von vielen Autoren nicht akzeptiert, bis genetische Analysen dies 2000 bestätigten. Durch die Aufspaltung der bis dahin geltenden Gattung Elaphe (Kletternattern) wurde die 1843 beschriebene Gattung Pantherophis wiedereingeführt. 2011 führte eine genetische Analyse zu dem Ergebnis, dass die ursprünglich angenommene Grenze zwischen der Östlichen und der Westlichen Fuchsnatter nicht die tatsächliche Verbreitungsgrenze darstellt. Die Art Pantherophis vulpinus wurde anhand von Exemplaren beschrieben, die nach dieser neuen Erkenntnis der Östlichen Fuchsnatter zugehören. Somit hatte dieser ältere Name Vorrang und die Östliche Fuchsnatter (früher Elaphe gloydi) wurde in Pantherophis vulpinus umbenannt. Die Westliche Fuchsnatter erhielt den Namen Pantherophis ramspotti.

## Bedrohung
Die Östliche Fuchsnatter ist in Michigan und Ontario als bedrohte Spezies gelistet. Die Zahlen sind wegen der Entwicklung von Feuchtgebieten und Küstenhabitaten gesunken. In den letzten Jahren nahm die Zahl der geeigneten Überwinterungsplätze stark ab, wodurch viele Tiere die kalte Jahreszeit nicht überlebten. Auch durch den Tierhandel und ihre Beliebtheit als Terrarientier ist die Anzahl der Exemplare gesunken. Außerdem werden sie aufgrund ihrer ähnlichen Erscheinung oft mit dem Nordamerikanischen Kupferkopf oder, aufgrund ihrer Nachahmung von Rasselgeräuschen, mit der Massassauga verwechselt und getötet.